# Flughafen Rostow am Don

i7
i11
i13
Der Flughafen Rostow am Don (russisch Аэропорт Ростов-на-Дону, IATA-Code: RVI, ICAO-Code: URRR) war ein internationaler Flughafen, 9 km östlich der Stadt Rostow am Don, im Süden Russlands. Der Flughafen hatte 2012 ein Fluggastaufkommen von 1.874.000 (Vorjahr: 1.716.200) und 6204 t (Vorjahr: 5330 t) Fracht wurden befördert. Der Flughafen wurde am 1. März 2018 offiziell geschlossen und die Flüge auf den neuen Flughafen Rostow am Don - Platow übertragen.

## Geschichte
Am 25. Juni 1925 wurde der Flughafen eröffnet. In den ersten drei Monaten wurden 80 Passagiere befördert. Ab 1926 wurde eine regelmäßige Fluglinie Moskau–Rostow–Tiflis eingerichtet. Das erste Flughafengebäude entstand 1932 und wurde 1977 durch das heutige ersetzt. Seit 1986 ist Rostow ein internationaler Flughafen.
Am 27. November 2017 wurde der IATA-Code des Flughafens von ROV in RVI geändert, da der neue Flughafen Rostow am Don - Platow den alten Code übernommen hat. Der neue Flughafen wurde im November 2017 eröffnet.

## Zwischenfälle
- Im Februar 1972 (genaues Datum unbekannt) wurde eine Antonow An-10 der sowjetischen Aeroflot (Luftfahrzeugkennzeichen CCCP-11142) auf dem Flughafen Rostow am Don durch ein Feuer zerstört. Menschen kamen nicht zu Schaden.[4]

- Am 2. Mai 1974 verunglückte eine Jakowlew Jak-40 der Aeroflot (CCCP-87398) beim Start auf dem  Flughafen Rostow am Don aufgrund eines zu spät eingeleiteten Startabbruchs. Einer der 38 Passagiere starb.[5]

- Am 19. März 2016 stürzte eine Boeing 737-800 der Billigfluggesellschaft Flydubai (A6-FDN) nach Abbruch des zweiten Landeversuchs aus einer Höhe von rund 1.200 Metern ab und schlug in steilem Winkel auf dem Flughafengelände des Flughafens Rostow am Don auf. Keine der 62 Personen an Bord überlebte den Absturz (siehe auch Flydubai-Flug 981).[6]